# 지네트 레노
지네트 레노(Ginette Reno, 1946년 4월 28일 ~ )는 캐나다의 배우, 가수, 음악가이다.
몬트리올에서 태어났다.

## 영화
- 맘보 이탈리아노 (2003년)
- 밀리언 달러 베이비 (1994년)
- 레올로 (1992년)